# Автомобільний завод імені Івана Лихачова
Автомобільний завод імені Лихачова (ЗІЛ, рос. Открытое акционерное московское общество (ОАМО) «Завод имени И. А. Лихачёва») — один з основних виробників вантажних автомобілів в Росії, а також виробник бронемашин для більшості радянських лідерів, автобусів, бойових броньованих машин і аеросаней. Компанія виробляє ручної збірки лімузини і високого класу розкішні седани в дуже малих кількостях, в першу чергу для уряду Росії (легкові автомобілі ЗІЛ за ціною еквівалентної моделі від Maybach і Rolls-Royce, але значною мірою невідомі за межами СНД і виробництво рідко перевищує десятка машин в рік).

## Історія

### АМО
У 1915 році мільйонери Рябушинські заснували «Товариство на паях автомобільного московського заводу АМО». До 1917 це були майстерні, в яких складали з імпортних частин близько 100 автомобілів на рік.
Найбільш обладнаним заводом до початку жовтневої революції був завод Рябушинського і Ко.
28 червня 1918 підприємство націоналізовано. Спочатку завод АМО ремонтував старі автомобілі і трактори.
1 листопада 1924 зібрана перша вантажівка АМО-Ф-15 (1,5-тонний автомобіль з двигуном 36 кінських сил). Цю дату прийнято вважати днем народження радянського автомобілебудування.
Випуск автомобілів по роках:
| 1924 рік | 1924-25рр. | 1925-26рр. | 1926-27рр. |
| -------- | ---------- | ---------- | ---------- |
| 10       | 100        | 275        | 425        |

АМО (рос. автомобильное московское общество) — став єдиним першим в СРСР автозаводом, який повністю будував у себе всі частини автомобіля. Перший автомобіль АМО Ф-15 був випущений заводом кустарним способом — без штампів, кондукторів і приспосіблень, а 31 березня 1928 року було випущено тисячний екземпляр вже стандартного автомобіля.

### Завод імені Сталіна
У 1931 році фабрика була переобладнана і розширена за допомогою американської компанії AJ Brandt Co., і змінила свою назву на автомобільному заводі № 2 на «Завод імені Сталіна» (ЗІС).
В 1929—1931 завод реконструйовано, його потужність в 1932 доведено до 25 тис. вантажних 3-тонних автомобілів АМО-3. Після реконструкції підприємства було налагоджено виробництво американських вантажівок марки AUTOCAR 5S під радянською назвою АМО-ЗІС. Вантажівки збирали з отриманих з США комплектуючих, їм було присвоєно ім'я АМО-2. У 1931 році вантажівка отримала оновлений більш потужний мотор і була перейменована в АМО-3. Пізніше, в 1933 році, вантажівка була модернізована й надалі випускалась під назвою ЗІС-5.
ЗіЛ — піонер застосування в радянському автомобілебудуванні конструктивних нововведень: гідравлічний привод гальм (1931), 12-вольтова система електрообладнання (1934), 8-циліндровий двигун і радіоприймач (1936), гіпоідна головна передача і склопідйомники з сервопривідом (1946), 4-камерний карбюратор і кондиціонер (1959), 4-фарна система освітлення (1962), дискові гальма (1967).
В 1934—1937 проведено нову реконструкцію підприємства, в результаті якої збільшено випуск автомобілів ЗІС-5 до 90 тис. на рік. До 1941 року зовод випускав близько 20 моделей і модифікацій автомобілів. В 1941 на заводі налагоджено масове виробництво воєнної продукції. В 1943 відновлено повний цикл автовиробництва.
Один з перших спортивних автомобілів — ЗІС-101а-Спорт. Цей автомобіль, випущений в одному примірнику на заводі в місті Москва. Створений на шасі ЗІС-101. Назва ЗІС-101а-Спорт — неофіційна.
В післявоєнні роки внаслідок дальшої механізації і автоматизації виробничих процесів середньодобовий випуск автомобілів у порівнянні з 1940 значно зріс.
З 30 квітня 1950 ЗіЛ розпочав випуск холодильників. З січня 1951 — велосипедів, виробництво яких припинилось в 1959.
На початку 1953 на заводі створено спеціальне управління з проєктування першого автозаводу в Китаї.

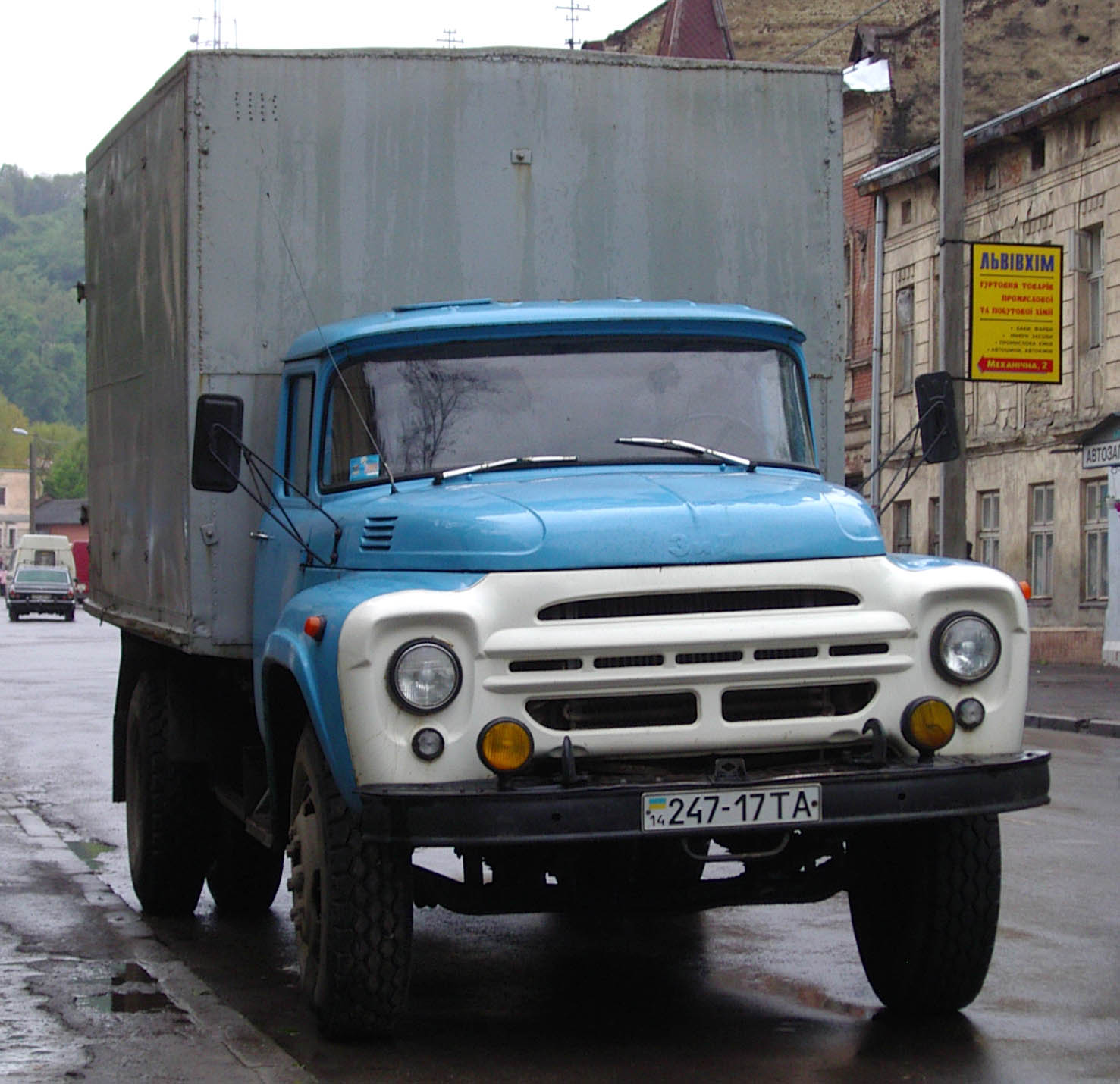
Автомобіль Зіл-130 з кузовом-фургоном, 2005/2006

### Завод імені Лихачова
Після того, як Микита Хрущов засудив культ особистості Йосипа Сталіна, у 1956 році назва була вчергове змінена. Цього разу завод одержав назву «Завод імені Лихачова» (після того, як його колишнім директором був Іван Олексійович Лихачов).
З 1958 року завод налагодив випуска 4-тонних автомобілів ЗІЛ-164 (глибока модернізація ЗІС-150), автомобілів підвищеної прохідності ЗІЛ-157, автобусів ЗІЛ-158, легкових автомобілів вищого класу ЗІЛ-111. Завод нагороджено двома орденами Леніна та орденом Трудового Червоного Прапора.
У 1963 році розпочався випуск повністю нової моделі вантажівки — ЗІЛ-130. Вантажівка отримала новий двигун потужністю 150 л. с., гідропідсилювач керма, синхронізовану 5-ступінчасту коробку передач, тримісну кабіну з омивачем панорамного вітрового скла. Особливістю став дизайн вантажівки, розроблений дизайнерами заводу, який лише почав з'являтися на американському ринку. Для випуску нової лінійки на базі ЗІЛ-130 завод оновив багато обладнання.
1970 року завод ЗІЛ розробив конструкцію вантажівок ЗІЛ-170 і провів їх випробування, але Рада Міністрів СРСР у 1968 році для розвитку кооперації між республіками СРСР ухвалив спорудити новий завод у Набережних Челнах Татарської АРСР, з метою збільшення випуску нових безкапотних вантажівок. У 1976 році на завод КамАЗ була передана технічна документація і тогож року розпочався випуск вантажівки моделі КамАЗ-5320. Однак до 1980 року ЗІЛ продовжував розробку дев'яти моделей КамАЗ-5320, усунення зауважень і недоробок, а також навчання колективів КамАЗу. У 1980-х роках на підприємстві настала конструкторска криза, тобто напрацювання щодо ЗІЛ-170, на які були кинуті всі сили, в результаті передали на недавно побудований КамАЗ. В результаті ЗІЛ залишився зі старою моделлю ЗІЛ-130 і двома замороженими проєктами ЗІЛ-133 і ЗІЛ-169, розробка яких зупинилася на початкових етапах. Була потрібна нова модель. Щоб якось розширити й обновити ряд, була доведена модель ЗІЛ-133, однак, по суті, це була така ж стара модель ЗІЛ-130, лише тривісьовий.
На початку 2000-х роках ЗІЛ вже як компанія «АМО ЗІЛ» брав участь у створенні власних філій. Так, 2004 року був створений завод «АМО Plant» у Єлгаві (Латвія). У 2008 році «АМО ЗІЛ» планувало створення СП з китайською компанією «Sinotruk» з виробництва важких дизельних вантажівок марки «HOWO А5» та «HOWO А7». Через економічну кризу не був реалізований. За 2009 рік «АМО ЗІЛ» (разом з філіями) відвантажив споживачам 2253 вантажних автомобілів та 4 автобуси. За 2010 рік компанія виробила 1258 вантажних автомобілів та 5 автобусів (за даними ВАТ «АСМ-Холдинг» власний випуск АМО ЗІЛ склав 1106 вантажних автомобілів та 5 автобусів, а також 125 одиниць автосамоскидів виробництва ЗАТ «СААЗ»). Також у 2010 році ЗІЛ закінчив виготовлення декількох екземплярів кабріолета ЗІЛ-410441, призначеного для участі в парадних церемоніях.
У 2009 році було досягнуто згоди з Білоруссю по збірці на потужностях ЗІЛа вантажівок «МАЗ» і тракторів «Беларус» в обсязі до 500 одиниць на рік для потреб міського господарства Москви. У 2010 році «АМО ЗІЛ» відновило спроби налагодити партнерські відносини з компанією з КНР. Під час урочистої передачі двох гібридних автобусів «Foton Lovol» в дар місту Москві, «АМО ЗІЛ» та компанія «Foton Lovol» підписали меморандум про взаєморозуміння і висловили бажання організувати в майбутньому спільне підприємство з виробництва вантажних автомобілів.
Влітку 2011 року керівництво індійського концерну «Tata Motors» та китайської компанії «Sinotruk» виходило на представників департаменту зовнішньоекономічної діяльності уряду Москви з пропозицією про можливу безоплатну передачу концерну від 50 % акцій «АМО ЗІЛ», пояснивши це тим, що для вкладень інвестицій в нинішньому вигляді «АМО ЗІЛ» вимагає серйозної модернізації власних потужностей. Але пропозиція з боку уряду Москви не зустріла особливого інтересу.
У вересні 2011 року, після тривалого простою, конвеєр ЗІЛа знову був запущений.
У 2011 році між ВАТ «Завод ім. І. А. Лихачова» («АМО ЗІЛ») і ЗАТ «Управляюча компанія „Розвиток“» був підписаний договір на управління частиною нерухомості та виконання науково-дослідних робіт з девелопменту території підприємства.
15 лютого 2012 року заступник мера Москви з питань економічної політики Андрій Шаронов заявив, що влада Москви веде перемовини з італійською компанією-виробником автомобілів «Fiat» про складання автомобілів цієї компанії на ЗІЛі. За його словами, інтерес до заводу також проявляли південнокорейські автовиробники.
Наприкінці 2012 року урядом Москви було прийнято рішення про збереження виробництва на південному майданчику заводу, площею 50 га (вся територія заводу, станом на 2012 рік, займала 300 га), решта площі будуть зайняті під технопарк та житлову забудову. До 2020 року планується знести три чверті нинішніх заводських будівель, частина будівель збережуть в декоративних цілях та переобладнують в музей та виставковий центр, а автомобільне виробництво збережеться лише на території нинішніх пресово-зварювального та фарбувального цехів, автоскладального корпусу та закритого заводу домашніх холодильників з переоформленням ЗІЛа на СП «МосАвтоЗІЛ».
У 2013 році виробництво на заводі було зупинено. У 2014 році виробництво капотних вантажівок ЗІЛ-432940 з новим стеклопластіковим інтегральним оперенням кабіни та численними удосконаленнями (нові сидіння з підголовниками і вбудованими ременями безпеки, електросклопідйомники, дверні замки з можливістю дистанційного керування, люк у даху, місце для установки тахографа, ресори Чусовського металургійного заводу) налагодило ТзОВ «ЗІЛ», створене на території автоскладального виробництва на тимчасовій ділянці, для якого збережено необхідне обладнання. Збірка ведеться без конвеєра, на стапелях, з використанням покупних агрегатів. Перша партія була відправлена на експорт до Казахстану. Фірма не має відношення до самого заводу, лише орендує приміщення.
У 2019 році права на продукцію заводу були придбані мексиканським бізнесменом. Завод отримав назву «Zil Nouvo», розташований в місті Пуенте-де-Істла.

## Моделі

### Лімузини
- ЗІС-101 (1935)
- ЗІС-102
- ЗІС-110 (1941)
- ЗІС-115 (броньований варіант ЗІС-110)
- ЗІЛ-111 (1957)
- ЗІЛ-114 (1965)
- ЗІЛ-115 (1970)
- ЗІЛ-117 (1969, вкорочений ЗІЛ-114)
- ЗІЛ-4102 (прототип, 1988)
- ЗІЛ-4104 (1978)
- ЗІЛ-41041 (1985, версія автомобіля ЗІЛ-41047)
- ЗІЛ-41047 (1985)
- ЗІЛ-4105 (1988, броньована версія автомобіля ЗІЛ-41047)
- ЗІЛ-4112

### Вантажівки
- AMO-F-15 (1922)
- AMO-2 (1929)
- AMO-3 (1930)
- AMO-4 (1931)
- AMO-7 (1931)
- ЗІС-5, ЗІС-6 (1932)
- ЗІС-10 (1933, сідельний тягач ЗІС-5)
- ЗІС-11 (1934, версія подовженої колісної бази автомобіля ЗІС-5)
- ЗІС-12 (1934, колісна база подовженої версії ЗІС-5)
- ЗІС-14 (1934, колісна база подовженої версії ЗІС-5)
- ЗІС-15 (прототип, 1939)
- ЗІС-21 (1939—1941, засновані на ЗІС-5, але на деревному газі)
- ЗІС-22 (напівгусенична машина, 1939—1941, заснований на ЗІС-5)
- ЗІС-32 (1941, 4x4 версії ЗІС-5)
- ЗІС-33 (1940, напівгусенична машина, заснований на ЗІС-5)
- ЗІС-42 (Напівгусенична машина, 1942—1944, заснований на ЗІС-5)
- ЗІС-128
- ЗІС-150 (1945)
- ЗІС-156 (1947)
- ЗІС-151 (1946)
- ЗІС-120N (1956)
- ЗІС-253 (прототип)
- ЗІС-585 (1947)
- ЗІЛ-164 (1956)
- ЗІЛ-157 (1955)
- ЗІЛ-130 (1956)
- ЗІЛ-131(1962)
- ЗІЛ 170 (1969)-прототип КАМАЗу.
- ЗІЛ 175 (1969)-прототип КАМАЗу.
- ЗІЛ-133 (1966)
- ЗІЛ-135 (1959)
- ЗІЛ-4331 (перший проєкт 1975; другий проєкт 1982; випускався з 1987 по 2014 рік)
- ЗІЛ-5301 «Бичок» (1992)
- ЗІЛ-6404 (1996)
- ЗІЛ-6309 (1999)
- ЗІЛ-6409 (1999)
- ЗІЛ-433180 (2003)
- ЗІЛ-432930 (2003)
- ЗІЛ-4327 (2004?)
- ЗІЛ-4334 (1990)
- ЗІЛ-153 (1959)

### Автобуси
- AMO-4 (1932—1934, заснований на AMO-3)
- ЗІС-люкс (прототип, 1934)
- ЗІС-8 (1934—1938, заснований на ЗІС-5)
- ЗІС-16 (1938—1942, заснований на ЗІС-5)
- ЗІС-17 (прототип, 1939)
- ЗІС-154 (1946—1950)
- ЗІС-155 (1949—1957)
- ЗІС-150 (1950-ті, вантажівка)
- ЗІЛ-127 (1956—1960)
- ЗІЛ-158 (1957—1961)
- ЗІЛ-118 «Юность» (1961, заснований на ЗІЛ-111)
- ЗІЛ-3250 (1998)

### Спортивні та гоночні автомобілі
- ЗІС-101 Спорт (1938)
- ЗІС-112/1 (1951)
- ЗІС-112/2 (1956)
- ЗІС-112/3 (1956)
- ЗІЛ-112/4 (1958)
- ЗІЛ-112 Спорт (1960-62)
- ЗІЛ-412 С (1962)

### Різне
- B-3 напівгусеничний транспортер
- ЗІС-152 бронетранспортер
- ЗІЛ-485 амфібія-вантажівка (1948)
- ЗІЛ-4904 гвинтовий автомобіль-амфібія (1972)
- ЗІЛ-4906 амфібія
- ЗІЛ-41041 седан
- ЗІЛ-41047 лімузин
- ЗІЛ-4102 прототип седана
- ЗІЛ-E-167 всюдихід

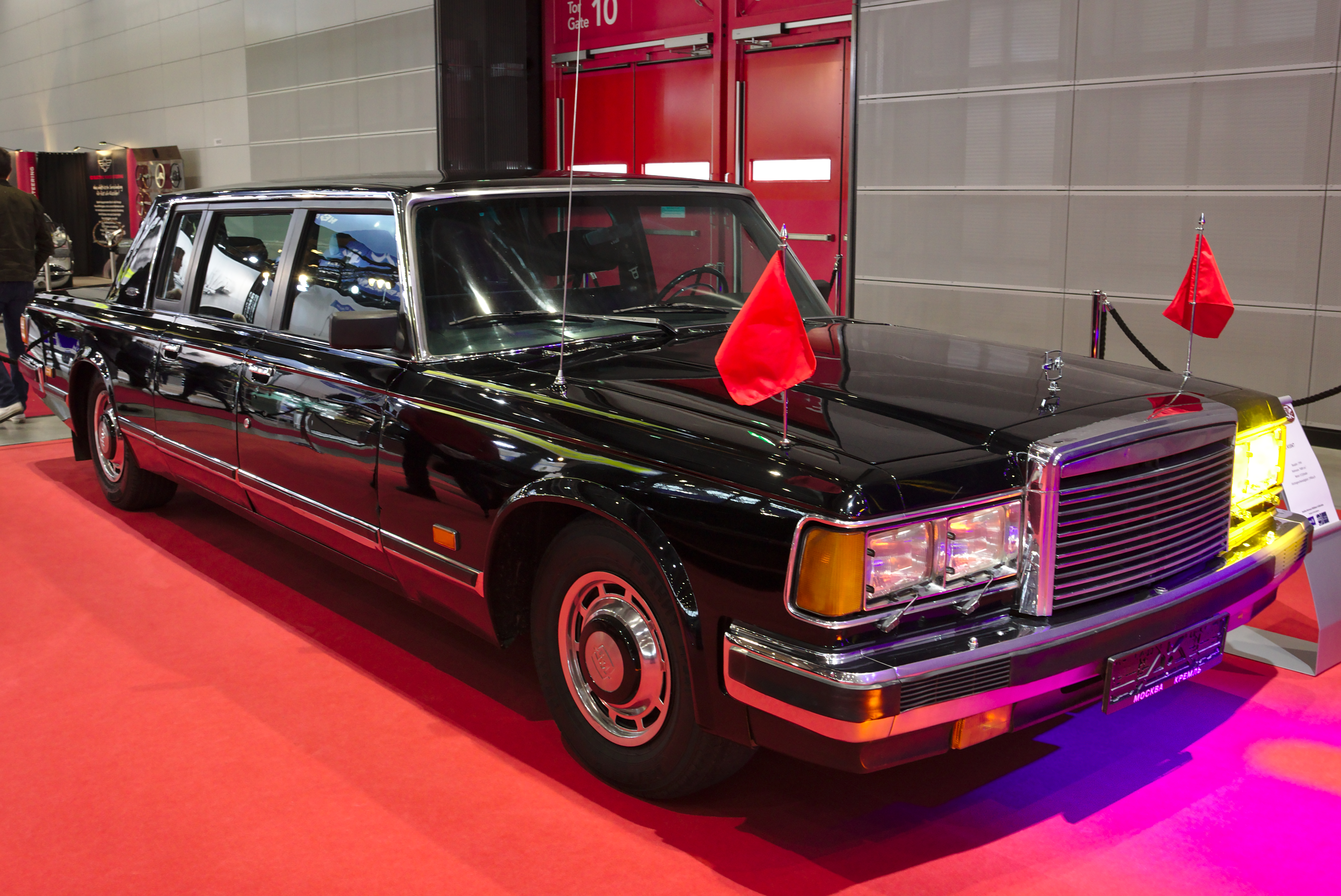
Zil-41047
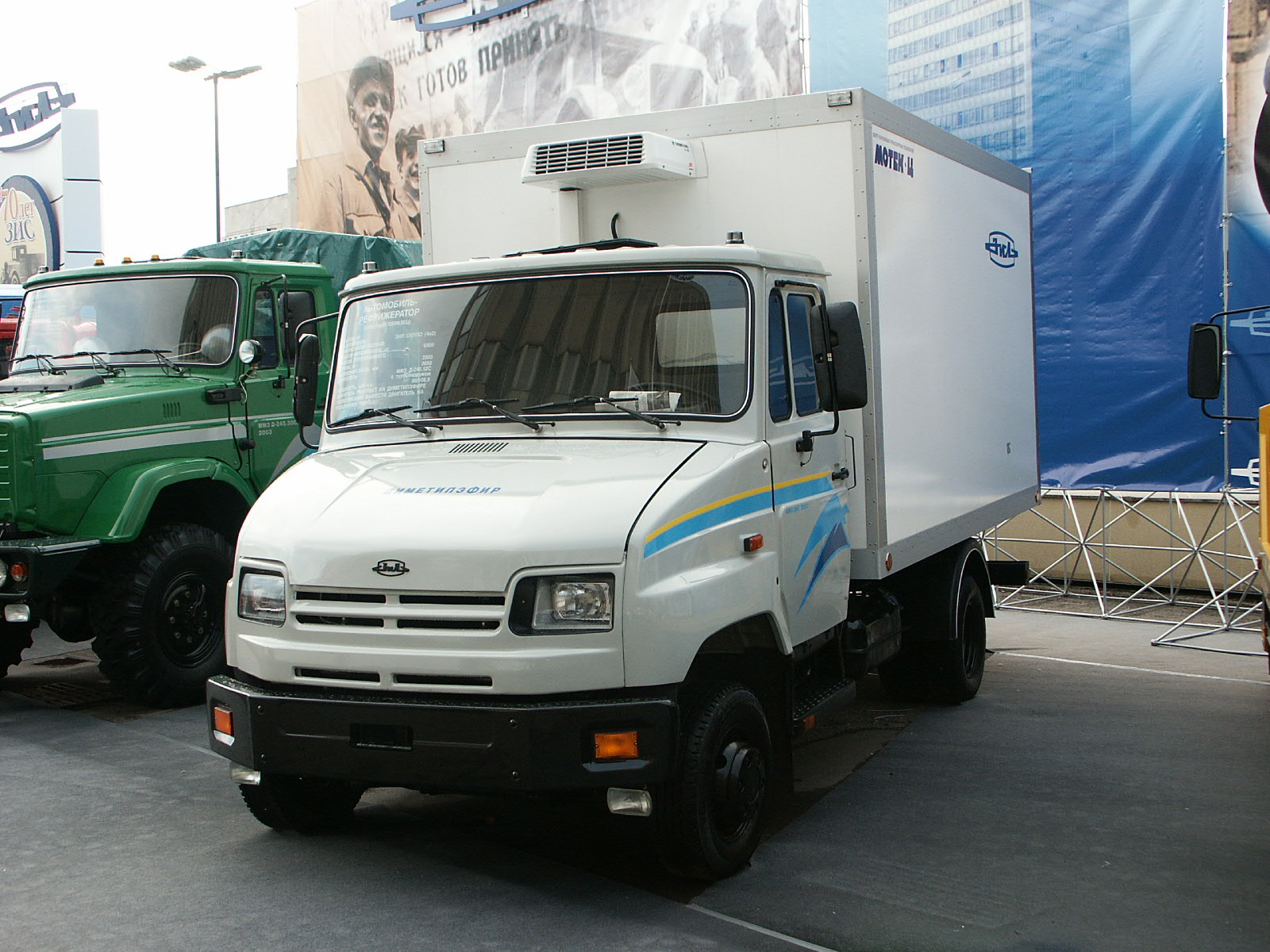
Zil-5301
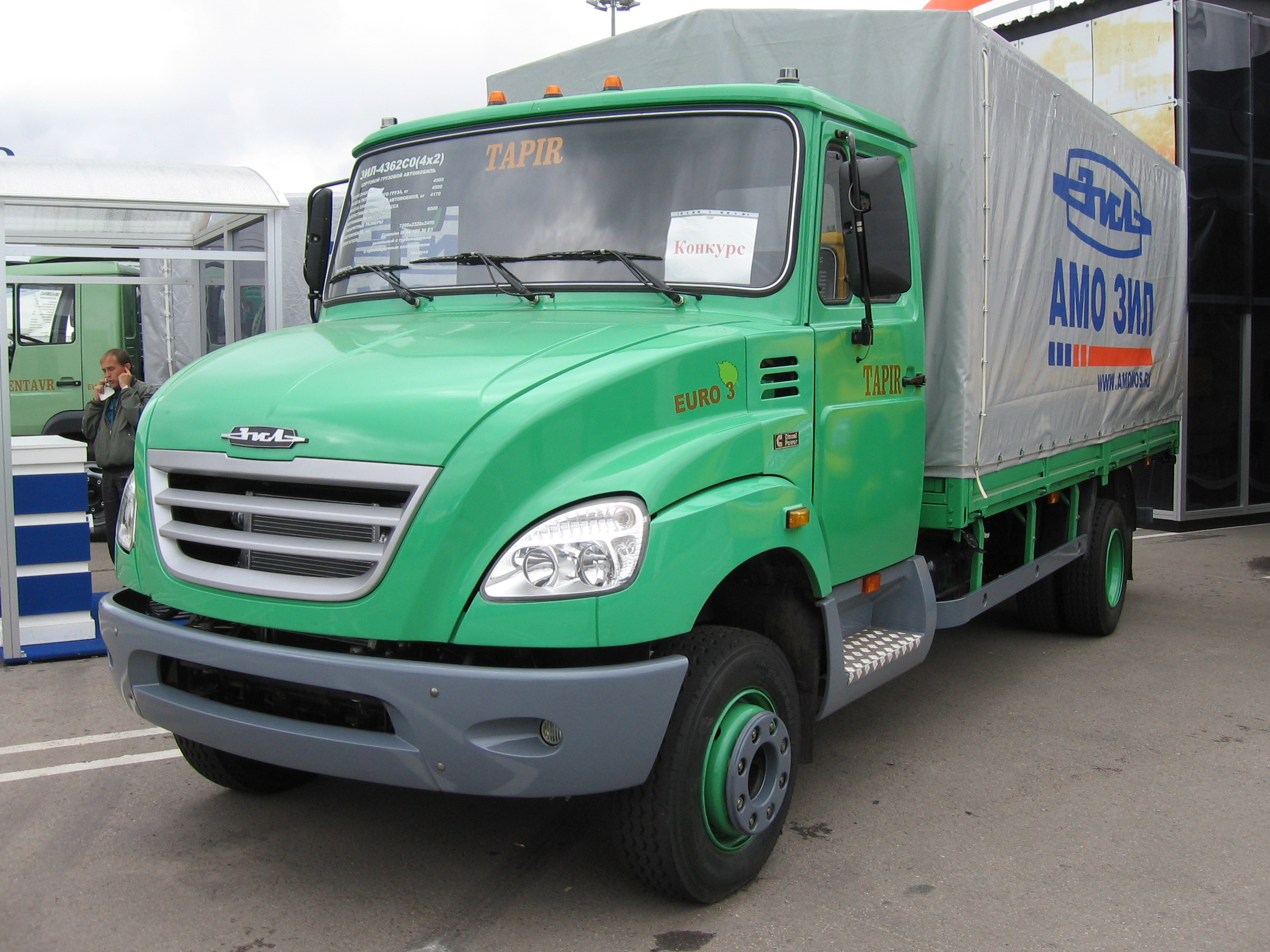
Zil-4362S0 Tapir
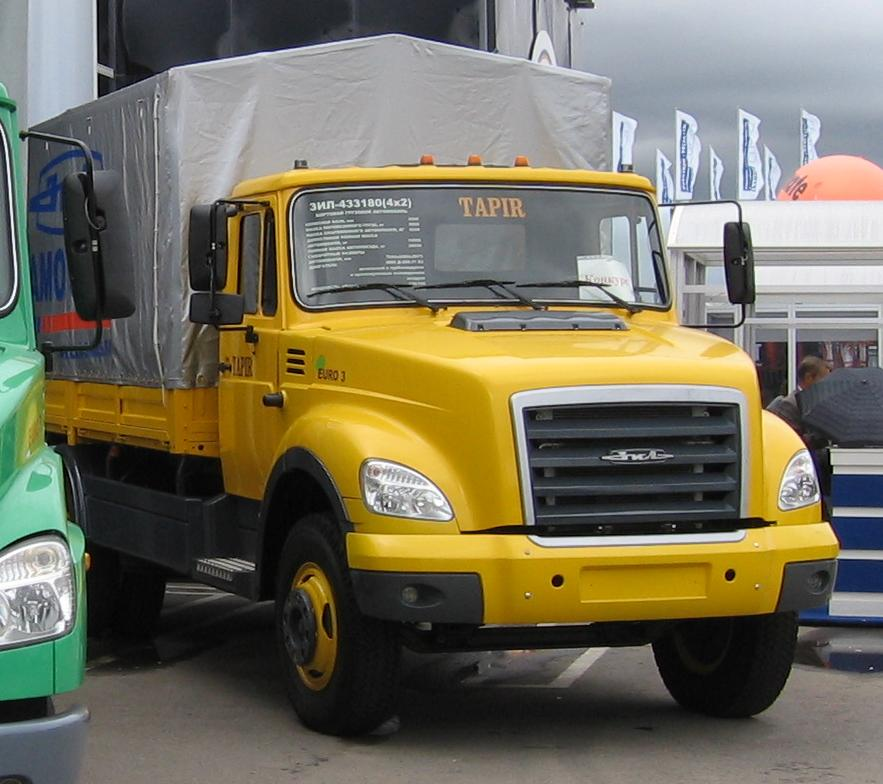
Zil-433180 Tapir

## Концентраційний табір
На частині теперішньої території житлового масиву колишнього автомобільного заводу ЗІЛ розташовувався Кожуховський концтабір — більшовицький концентраційний табір, заснований ВНК 18 жовтня 1919 року поблизу залізничної станції Кожухово (нині у складі Москви, Росія). Відкритий 18 жовтня 1919 року. Первісно у ньому утримували білогвардійських офіцерів. У травні 1920 року до табору прибуло понад 260 старшин УГА на чолі з отаманом Семеном Горуком. Загалом через концтабір пройшло близько 600 вояків УГА.